# Circus Nock

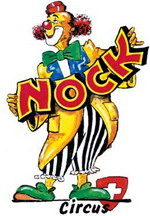
Logo des Circus Nock

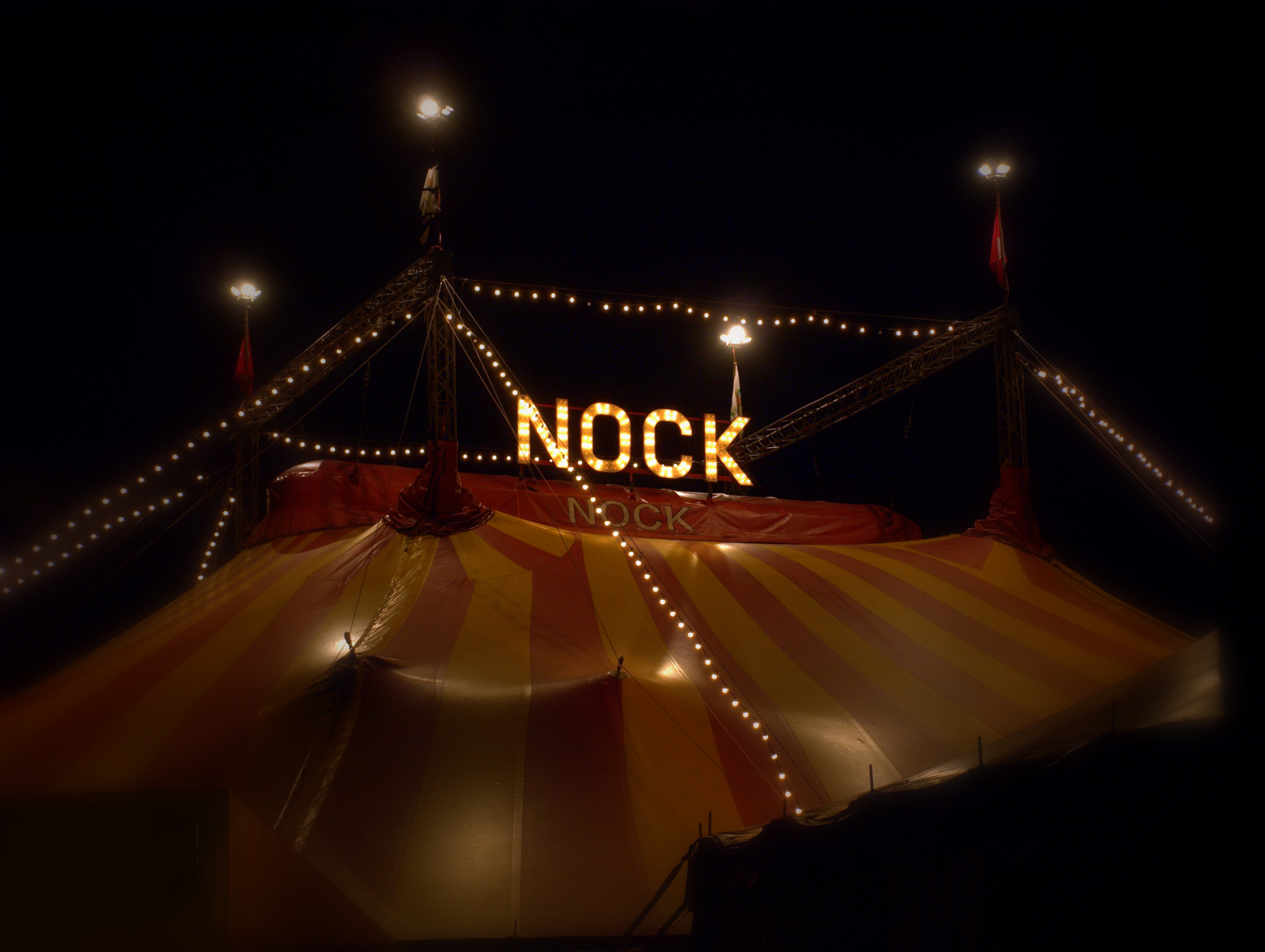
Zelt des Circus Nock

Der Circus Nock war von 1860 bis 2019 ein Zirkus, der in Oeschgen im Schweizer Kanton Aargau stationiert war. Dort befand sich das Winterlager, in dem jeweils ein neues Programm für das kommende Jahr einstudiert wurde. Im Mai 2019 stellte der Zirkus seinen Betrieb ein. Er war nach dem Circus Knie der zweitgrösste Zirkus der Schweiz. Bis 2019 war er zudem der älteste noch aktive Zirkus.

## Geschichte
Im 17. Jahrhundert begann die Familie Nock, einen eigenen Zirkus zu betreiben. 1860 fasste das bisher österreichische Unternehmen in der Schweiz Fuss. Der damals 18-jährige Joseph Nock (3. Generation) gründete 1860 in Zürich den bis 2018 bestehenden Zirkus. Dank alter Zeitungen konnten Auftritte in Richterswil im Jahr 1890 und Davos im Jahr 1891 in Erfahrung gebracht werden. Damals wurde mit Elefanten und einem eigenen Orchester aufgewartet, und der Zirkus war schon mit Generatoren ausgestattet. 
Immer wieder kam es vor, dass sich Geschwister Nock trennten und später wieder zusammenschlossen. So spaltete sich 1910 Nocks Wanderkino ab oder die (offene) Arena Pius Nock, die 1940 in Bern auftrat. 1976 trennte sich Alfred Nock von seinem Bruder Franz. Zweimal wurde ein Zelt von einem Sturm zerrissen, so dass für die Vorstellungen ab dem Jahr 1942 – damals herrschten der Zweite Weltkrieg und eine Wirtschaftskrise – Räume gemietet werden mussten. Ein neues Zelt kam vorerst nicht in Frage. Erst 1954 entschied man sich wieder für den Kauf eines neuen Zeltes, das allerdings auch Sturmschäden erlitt.
1985 wurde der Zirkus zu einer Aktiengesellschaft und etablierte sich in Oeschgen im aargauischen Fricktal, nachdem der Zirkus sein Winterquartier zuvor in Aarau im Schachen hatte. Als Direktor amtierte Franz Nock. 
Als Besonderheit galt der Umstand, dass sich der Tross des Cirkus Nock als einziger grösserer Zirkus der Schweiz über die Alpenpässe bewegte. Er wurde darum auch der «Bündner Nationalzirkus» genannt, nach dem grössten Alpenkanton, wo er jeweils auf dem Weg in das Engadin und aus dem Engadin mindestens zweimal den Alpenhauptkamm überquerte.
Überraschend erklärte das Aargauer Familienunternehmen am 10. Mai 2019 die sofortige Einstellung des Betriebes. Am 13. Mai 2019 wurde der Konkurs eröffnet.

## Familie Nock
Vater Nock (5. Generation) war ein strenger Mann. Von seinen sieben Kindern verlangte er viel, was in Höchstleistungen in der Manege resultierte.
Als Mitglied der 6. Generation führte Franz Nock während mancher Jahre das Unternehmen. Er war ab den 1950er-Jahren ein bekannter Artist und befasste sich später mit der Pferdedressur. Er ist verheiratet mit Verena Nock-Hochstrasser. Die Pferdedressur hatte Tochter Franziska Nock übernommen, während ihre beiden Schwestern Verena Nock – auch Vreni oder Vreneli Nock genannt – als Kontorsionistin (Schlangenmensch) und Alexandra Nock im Trapez aktiv sind.
Um 1947 begann Pio Nock eine Weltkarriere als Clown. Er war auch als Hochseilartist bekannt und fuhr 1960 mit einem Velo auf dem Seil über einen Löwenkäfig. Im Alter von 77 Jahren verstarb er 1998 in der Manege eines natürlichen Todes.
Weitere bekannte Zirkusartisten der Familie Nock sind:
- Eugene Nock Sr. (1934–1999)
- Eugene A. Nock Jr.
- Isabella Nock (1946–2015)
- Freddy Nock (1964–2024)
- Bello Nock (* 1968)

### Alfred Nock
Im Jahre 1976 trennte sich Alfred "Alfredo" Nock (sen.)  von seinem Bruder Franz, verliess den Zirkus Nock und gründete unter dem Namen Circus Alfredo Nock einen eigenen Zirkus. Als dieser zwei Jahre später von einem Vergnügungspark in Deutschland eingeladen wurde, der jedoch kein Honorar bezahlte, ging der Zirkus Alfredo Nock Konkurs. Vater Alfredo baute darauf eine Zirkuszeltvermietung auf, während Sohn Alfredo „Freddy“ Nock zunächst zum traditionsreichen Familienzirkus zurückkehrte. Im Juni 2014 verkaufte Alfredo Nock die Zeltvermietung, mittlerweile eine der grössten Europas, auf den 5. Januar 2015 an den Circus Monti, Monti übernahm das Material und das Personal, während die Infrastruktur in Märstetten von Rolf und Grégory Knie für ihren Winterzirkus übernommen wurde.